# Ракари
Ракари је насеље у Србији у општини Мионица у Колубарском округу. Према попису из 2022. било је 342 становника.
У селу се налази Авлија Стојановића, у којој је Културно еколошко занатско удружење „Ткачки двор Ракари”.

## Демографија
У насељу Ракари живи 434 пунолетна становника, а просечна старост становништва износи 46,1 година (44,6 код мушкараца и 47,6 код жена). У насељу има 187 домаћинстава, а просечан број чланова по домаћинству је 2,74.
Ово насеље је великим делом насељено Србима (према попису из 2002. године).
|  |

| Демографија | Демографија | Демографија |
| Година      | Становника  | Становника  |
| ----------- | ----------- | ----------- |
| 1948.       | 588         |             |
| 1953.       | 617         |             |
| 1961.       | 577         |             |
| 1971.       | 598         |             |
| 1981.       | 528         |             |
| 1991.       | 465         | 460         |
| 2002.       | 513         | 533         |

| Етнички састав према попису из 2002.‍ | Етнички састав према попису из 2002.‍ | Етнички састав према попису из 2002.‍ | Етнички састав према попису из 2002.‍ | Етнички састав према попису из 2002.‍ |
| ------------------------------------ | ------------------------------------ | ------------------------------------ | ------------------------------------ | ------------------------------------ |
|                                      |                                      |                                      |                                      |                                      |
| Срби                                 | Срби                                 |                                      | 505                                  | 98,44%                               |
| Црногорци                            | Црногорци                            |                                      | 2                                    | 0,38%                                |
| Хрвати                               | Хрвати                               |                                      | 1                                    | 0,19%                                |
| Македонци                            | Македонци                            |                                      | 1                                    | 0,19%                                |
| непознато                            | непознато                            |                                      | 0                                    | 0,0%                                 |

| Година пописа     | 1948. | 1953. | 1961. | 1971. | 1981. | 1991. | 2002. |
| ----------------- | ----- | ----- | ----- | ----- | ----- | ----- | ----- |
| Број домаћинстава | 111   | 127   | 136   | 169   | 170   | 166   | 187   |

| Број чланова      | 1  | 2  | 3  | 4  | 5  | 6  | 7 | 8 | 9 | 10 и више | Просек |
| ----------------- | -- | -- | -- | -- | -- | -- | - | - | - | --------- | ------ |
| Број домаћинстава | 45 | 66 | 18 | 31 | 13 | 10 | 2 | 0 | 1 | 1         | 2,74   |

| Пол    | Укупно | Неожењен/Неудата | Ожењен/Удата | Удовац/Удовица | Разведен/Разведена | Непознато |
| ------ | ------ | ---------------- | ------------ | -------------- | ------------------ | --------- |
| Мушки  | 221    | 52               | 145          | 18             | 6                  | 0         |
| Женски | 231    | 32               | 152          | 37             | 10                 | 0         |
| УКУПНО | 452    | 84               | 297          | 55             | 16                 | 0         |

| Пол    | Укупно                    | Пољопривреда, лов и шумарство | Рибарство                            | Вађење руде и камена | Прерађивачка индустрија       |
| ------ | ------------------------- | ----------------------------- | ------------------------------------ | -------------------- | ----------------------------- |
| Мушки  | 135                       | 65                            | 0                                    | 0                    | 15                            |
| Женски | 99                        | 60                            | 0                                    | 0                    | 3                             |
| УКУПНО | 234                       | 125                           | 0                                    | 0                    | 18                            |
| Пол    | Производња и снабдевање   | Грађевинарство                | Трговина                             | Хотели и ресторани   | Саобраћај, складиштење и везе |
| Мушки  | 1                         | 11                            | 10                                   | 7                    | 8                             |
| Женски | 0                         | 0                             | 6                                    | 16                   | 1                             |
| УКУПНО | 1                         | 11                            | 16                                   | 23                   | 9                             |
| Пол    | Финансијско посредовање   | Некретнине                    | Државна управа и одбрана             | Образовање           | Здравствени и социјални рад   |
| Мушки  | 0                         | 1                             | 2                                    | 3                    | 3                             |
| Женски | 0                         | 2                             | 1                                    | 4                    | 2                             |
| УКУПНО | 0                         | 3                             | 3                                    | 7                    | 5                             |
| Пол    | Остале услужне активности | Приватна домаћинства          | Екстериторијалне организације и тела | Непознато            | Непознато                     |
| Мушки  | 1                         | 0                             | 0                                    | 8                    | 8                             |
| Женски | 1                         | 0                             | 0                                    | 3                    | 3                             |
| УКУПНО | 2                         | 0                             | 0                                    | 11                   | 11                            |